# American Dad!
American Dad! är en amerikansk tecknad TV-serie skapad av Seth MacFarlane (som även gjort Family Guy). 
Serien handlar om CIA-agenten Stan Smith och hans familj, och utspelas i Langley Falls. Under 2005 tillägnade författaren ett avsnitt till Jimmy Ng, en polisman som dog under sorgliga omständigheter. 
Vissa hävdar att serien är en parodi på USA:s sätt att hantera terroristattackerna 11 september 2001.
Den 15 januari 2020 förnyade TBS serien för både säsong 18 och 19.

## Rollfigurerna

### Familjen Smith

#### Stan Smith
(Röst av Seth MacFarlane) Stan arbetar för CIA som vapenexpert och är en aning paranoid, vilket märks på hans plötsliga fixa idéer om att världen ska gå under, vilket leder till att han försöker gömma sin familj i skogen eller liknande isolerade platser.
Stan utmärks av sin stora haka och patriotiska stil. Han går vanligen klädd i en mörkblå kostym med en liten brosch föreställande USA:s flagga på kragen. Hans bil är en svart SUV utlånad från CIA. I många avsnitt verkar det som om alla anställda på CIA kör samma sorts bil. Dock har Stan även setts köra en svart kombi, även den från CIA.
Stan har även låtit montera upp ett terrorlarm på familjens kylskåp, som han ständigt har ett vakande öga på.
Stan är uppenbarligen mycket tjock utan sin strama kostym, vilket han lade märke till i ett avsnitt. Han blev senare anorektisk. 
Stans fru Francine misslyckas konstant med grannfester då Stan visiterar besökarna och även en gång misstänkte de persiska grannarna för att vara terrorister.
Av alla röster Seth MacFarlane gör i American Dad och Family Guy tycker han att Stans röst är mest ansträngande.

#### Francine Smith
(Röst av Wendy Schaal) Francine Smith är Stans fru. Hon är en stereotyp av en "bimbo". Hon tycks vara betydligt mindre konservativ än sin man men talar sällan om sina åsikter. Francine är en skicklig skridskoåkare. Hon kör en röd sedan av okänt märke. Francine hade ett väldigt vilt liv som yngre med mycket fester, droger och sex. Hon har även gjort antydningar om att hon har suttit i fängelse.
Francine är adopterad av kinesiska föräldrar som heter Mah Mah och Bah Bah Ling och har en syster som heter Gwen, vilken är Mah Mah och Bah Bahs biologiska dotter.

#### Steve Smith
(Röst av Scott Grimes) Steve är familjens 14-åriga son och framställs ofta som en typisk nörd, till sin fars stora förtret. Steve är ganska smart och klarar sig bra i skolan. Han tycker om att spela Dungeons & Dragons med sina vänner Barry, Snot och Toshi i källaren.  
Han blir ofta hopplöst förälskad i tjejer, bland annat hejarklacksledaren Lisa Silver. Skolan Steve går i heter Pearl Bailey High School. 

#### Hayley Smith
(Röst av Racheal MacFarlane) Hayley är familjens tonårsdotter. Hon är en klassisk vänsteraktivist, hippie, och kvinnorättskämpe i stereotyp framställning, detta ses i många avsnitt där hon försöker krossa sin fars kapitalistiska syner, när hon räddar vilda djur från diverse faror och sitt bruk av marijuana tillsammans med sin man. Hon tycker även om att hjälpa luffare och äldre. Hon är 19 år gammal och är gift med Jeff Fisher. 
Hon har körkort, men ingen bil. Hayley får ibland köra familjens bil när de ska på utflykter.

#### Roger
(Röst av Seth MacFarlane) Roger är en alien som var fånge på en militärbas tills Stan och resten av CIA kom för att avrätta honom. Detta slutade dock med att Roger räddade Stans liv och de flydde tillsammans därifrån. Han bor på familjens vind och får inte visa sig bland folk utan att bära en av sina många förklädnader, det skulle leda till familjens död om någon annan från CIA fick reda på att Smith gömmer en alien i sitt hem. 
Roger är alkoholist och är ibland deprimerad. Han hittar ofta på falska roller som han spelar som i sitt liv. Han är också ofta väldig oförskämd och barnslig. I ett avsnitt visar det sig att han måste bete sig olämpligt och otrevlig bland människor för att överleva, varje gång han gör en god gärning mår han värre och hans hy och kropp försämras vilket kan leda till döden.
Roger har en bar och är oftast bartender på familjens vind. Han har i vissa avsnitt gjort om vinden till ett gym och restaurang och mycket mer, och folk kom faktiskt och hängde där.
Roger är ett stort fan av tv-program såsom Greys Anatomy, Cityakuten och Melrose Place, vilka han gärna ser tillsammans med Klaus.
Han talar en stark Rhode Island-dialekt. I ett avsnitt sa han att han varit där då och då.  

#### Klaus Heisler
(Röst av Dee Bradley Baker) Klaus är en talande guldfisk som bor hemma hos Familjen Smith i en fiskskål fylld med vatten. Klaus var egentligen en tysk olympisk backhoppare  men fick sin hjärna utbytt med en guldfisk av CIA för att förhindra att han vann guldmedaljen.
Klaus kan uppenbarligen andas utan problem så länge någon del av honom är i vattnet. Detta demonstreras ofta när han ses dra sig själv runt på golvet i en liten skål eller liknande. Han kan även leva i vilken vätska som helst; en gång var han i tvättmaskinen, en annan gång i en kaffetermos och slutligen i en stor isbit då vattnet i hans fiskskål frös till is. 
Klaus är besatt av Francine och hamnade en gång i en människokropp och rymde då nästan med henne. Klaus har även bytt kropp med Stan i en avsnitt.  
Klaus skulle egentligen vara fransk och heta Francois, men blev tysk för att Dee Bradley Baker inte kunde göra en bra fransk accent. 

### Släkt och familjemedlemmar till familjen Smith

#### Jack Smith
(Röst av Daran Norris) Jack Smith är Stan Smiths far. Jack trodde sig vara en topphemlig agent men det visade sig att han var en juveltjuv. Det sägs att han suttit i fängelse upp till 20-40 år. När Stan betalde mannen att fejka hans fars död dök den riktiga fadern upp (Jack) från en helikopter mitt under "Grandpa" Smiths begravning.

#### Betty Smith
(Röst av Swoosie Kurtz) Betty Smith är Stan Smiths mor, hon har dejtat många män sedan Jack Smith lämnade Stans familj. Men alla männen hon dejtade hade Stan kidnappat och tagit med dem till en hemlig ö som ingen kände till. Anledningen var att förhindra att männen hon dejtade skulle såra henne lika mycket som Jack gjorde när han lämnade familjen.

#### Rusty
(Röst av Lou Diamond Phillips) Rusty är Stans indianska halvbror. Hans familj är rik och bor i ett stort, modern och lyxigt hus inbyggd på väggen av en klippa mitt i öknen, han äger även hela ökenlandet han bor i. Öknen ägdes förr av Rustys och Stans farfar som han lät en av sina barnbarn (Stan och Rusty) få ärva. Den som inte fick ökenlandet fick istället 20 000 dollar. Stan lurade Rusty och fick pengarna, och Rusty fick ökenlandet. Det visade sig att landet hade mycket koppar vilket gjorde Rusty rik. Han visade aldrig att han var rik vilket fick folk att tro att han var fattig, till och med Stan trodde han var fattig.
När Smith för första gången besöker Rustys hem blir han förvånad över hur rik Rusty är. Familjen Smith blir avundsjuk och kidnappar Rusty och hans familj och förflyttar dem till Smiths hus, för att sedan själv flytta till Rustys hus. Rusty kommer så småningom tillbaka och hotar att döda familjen Smith om de någonsin kommer tillbaka.

#### Jeff Fischer
(Röst av Jeff Fischer) Jeff är gift med Hayley Smith. Han föddes i en skåpbil och har bott kvar där ett tag. Han är känd för att ofta använda marijuana och har en far som odlar narkotika på en gård på landet. I ett avsnitt får han reda på att Roger är en alien och Stan blir tvungen att döda antingen Roger eller Jeff för att förhindra att CIA skulle få reda på att Smith gömmer en alien i sitt hus. De bestämmer sig för att Roger åker tillbaka till sin hemplanet med hjälp av ett UFO som plockar upp honom. När Roger önskar sig en sista kram av Jeff knuffar han honom in i strålen från UFO:t som tar med honom upp i rymden. I ett annat avsnitt försöker han ta sig hem till sin planet igen. Jeff Fischer är baserad på röstskådespelaren till Jeff Fischer med samma namn som är en vän till Seth MacFarlane. 
Jeff Fischer lider av hypersexuell störning och måste röka marijuana för att inte behöva onanera konstant. 

#### Mah Mah Ling och Bah Bah Ling
(Röst av Amy Hill och Tzi Ma) Mah Mah Ling och Bah Bah Ling är Francines adoptivföräldrar. I säsong 4 får familjen Smith besök av Mah Mah och Bah Bah. Stan ogillar dem och vill att Francine träffar sina riktiga föräldrar som Stan senare i avsnittet hittar. Stan slutar ogilla dem när Bah Bah räddar Stans liv vid en brand i samma avsnitt.

#### Nemo
(Röst av Murray Miller) Nemo är Hayley och Jeffs adopterade son. Stan Smith upptäcker att han bär siffrorna 666, vilket är vilddjurets tal och betyder att han är antikrist. Han ber en präst vid namn fader Donovan att undersöka barnet och håller med om att besöka barnhemmet Nemo kom från som brunnit ned när de anlände dit.

### Steves vänner

#### Schmuely "Snot" Lonstein
(Röst av Curtis Armstrong) Snot är en 14-årig kille med krulligt hår och Steves bästa vän. Han har varit förälskad i Steves syster Hayley. I ett avsnitt har Snot ett förhållande med Hayley men tröttnar snart på henne. Snot låtsas vara homosexuell istället för att dumpa henne för att inte såra henne. 

#### Barry Robinson
(Röst av Eddie Kaye Thomas, onda Barry av Craig Ferguson) Barry är en 13-14-årig kille och en av Steves bästa vänner. Barry är väldigt tjock, galen och korkad.

#### Toshi Yoshida
(Röst av Daisuke Suzuki) Toshi är 13-14-årig kille som brukar hänga med Steve, Snot och Barry. Han är japansk och kan endast tala japanska men förstår engelska perfekt. Varje gång han talar dyker texten upp översatt till engelska, över vad han säger.
Toshi avskyr faktiskt Steve, men inte till den grad att han gjort någon fysisk skada mot honom, med undantag av att han har fått Snots hjälp att stjäla från honom och vägrat vara med i en ensam grupp med honom. Steve är själv inte medveten om detta eftersom han inte kan förstå vad Toshi säger. 

### Personer i Pearl Bailey High School

#### Principal Brian Lewis
(Röst av Kevin Michael Richardson) Lewis är skolan högste rektor och har en dotter, Janet Lewis. Trots att han är rektor har han gjort en massa olämpliga saker, han har bland annat tillåtit skolans elever att jaga Steve och hans vänner. Han har setts dricka mycket öl under skoltid i timmar och urinera på skolans basketplan.

#### Deborah "Debbie" Hyman
(Röst av Lizzy Caplan) Debbie är en överviktig tjej och Steves flickvän i vissa avsnitt. På grund av sin övervikt är hon mycket ogillad av eleverna när det gäller idrott och föredrar att gömma sig istället för att delta. Steve har gjort slut med henne men i senare avsnitt blivit tillsammans igen för en kort stund. De gör sedan slut igen eftersom Steve hämnas för Debbie när hon behandlades illa av Lisa Silver, Janet Lewis och Amy, med anledning av att hon inte ville att Steve skulle bli likadan som Lisa. Hon kommer tillbaka när Steve och hans vänner blir jagade av skolans elever för att hjälpa dem rymma.

#### Lisa Silver
(Röst av Elizabeth Banks sedan säsong 5, tidigare Carmen Electra). Lisa är en extremt populär cheerleader i Pearl Bailey High School. I pilotavsnittet hade Steve en dejt med Lisa som inte varade länge, och hon ville inte pussa honom eftersom hon tyckte han var "motbjudande". Det är okänt om Steve fortfarande gillar henne efter händelserna i avsnittet Escape from Pearl Bailey, som resulterade i att hon fick herpes simplex-viruset. [källa behövs]

## Avsnitt
| Säsong | Säsong        | Nr            | Sändningsperiod | DVD volym    | DVD releasedatum | DVD releasedatum | DVD releasedatum        | DVD releasedatum |    |           |   |               |             |              |
| Säsong | Säsong        | Nr            | Sändningsperiod | DVD volym    | Region 1         | Region 2         | Region 2, svensk utgåva |                  |    |           |   |               |             |              |
| ------ | ------------- | ------------- | --------------- | ------------ | ---------------- | ---------------- | ----------------------- | ---------------- | -- | --------- | - | ------------- | ----------- | ------------ |
|        | 1             | 17            | 2005–2005       | 1            | 25 april 2006    | 24 april 2006    | 3 november 2006         |                  |    |           |   |               |             |              |
| 2      | 1             | 17            | 2005–2005       | 15 maj 2007  | 28 maj 2007      | 4 mars 2009      |                         |                  |    |           |   |               |             |              |
| 2      |               | 2             | 16              | 15 maj 2007  | 28 maj 2007      | 4 mars 2009      | 2005–2006               |                  |    |           |   |               |             |              |
| 3      | 15 april 2008 | 2             | 16              | 12 maj 2008  | 13 maj 2009      |                  | 2005–2006               |                  |    |           |   |               |             |              |
| 3      | 15 april 2008 |               | 3               | 12 maj 2008  | 13 maj 2009      | 19               | 2006–2007               |                  |    |           |   |               |             |              |
| 4      | 28 april 2009 | 20 april 2009 | 3               | 10 juni 2009 |                  | 19               | 2006–2007               |                  |    |           |   |               |             |              |
| 4      | 28 april 2009 | 20 april 2009 |                 | 10 juni 2009 | 4                | 16               | 2007–2008               |                  |    |           |   |               |             |              |
| 5      | 15 juni 2010  | 14 juni 2010  | 19 oktober 2011 |              |                  |                  |                         |                  |    |           |   |               |             |              |
|        | 5             | 20            | 2008–2009       | 6            | 19 april 2011    | 27 juni 2011     | 7 december 2011         |                  |    |           |   |               |             |              |
|        | 5             | 20            | 2008–2009       | 6            | 19 april 2011    | 27 juni 2011     | 7 december 2011         | 6                | 18 | 2009–2010 | 7 | 17 april 2012 | 14 maj 2012 | 11 juli 2012 |
|        | 7             | 19            | 2010–2011       | 8            |                  | 3 juni 2013      | TBA                     |                  |    |           |   |               |             |              |
|        | 8             | 18            | 2011–2012       | 9            |                  | TBA              | TBA                     |                  |    |           |   |               |             |              |
|        | 9             | 19            | 2012–2013       | 10           |                  | TBA              | TBA                     |                  |    |           |   |               |             |              |

### Säsong 1
| Nr       | Sändes på Fox     | Produktkod | Avsnitt                                |
| -------- | ----------------- | ---------- | -------------------------------------- |
| 1 - 101  | 6 februari 2005   | 1AJN01     | "Pilot"                                |
| 2 - 102  | 1 maj 2005        | 1AJN02     | "Threat Levels"                        |
| 3 - 103  | 8 maj 2005        | 1AJN03     | "Stan Knows Best"                      |
| 4 - 104  | 15 maj 2005       | 1AJN03     | "Francine's Flashback"                 |
| 5 - 105  | 5 juni 2005       | 1AJN04     | "Roger Codger"                         |
| 6 - 106  | 12 juni 2005      | 1AJN06     | "Homeland Insecurity"                  |
| 7 - 107  | 19 juni 2005      | 1AJN03     | "Deacon Stan, Jesus Man"               |
| 8 - 108  | 11 september 2005 | 1AJN09     | "Bullocks to Stan"                     |
| 9 - 109  | 18 september 2005 | 1AJN10     | "A Smith in the Hand"                  |
| 10 -110  | 25 september 2005 | 1AJN08     | "All About Steve"                      |
| 11 - 111 | 2 oktober 2005    | 1AJN11     | "Con Heir""                            |
| 12 - 112 | 6 november 2005   | 1AJN11     | "Stan of Arabia: Part 1"               |
| 13 - 113 | 13 november 2005  | 1AJN13     | "Stan of Arabia: Part 2"               |
| 14 - 114 | 20 november 2005  | 1AJN14     | "Stannie Get Your Gun"                 |
| 15 - 115 | 27 november 2005  | 1AJN15     | "Star Trek"                            |
| 16 - 116 | 18 december 2005  | 1AJN16     | "Not Particularly Desperate Housewife" |
| 17 - 117 | 8 januari 2006    | 1AJN17     | "Rough Trade"                          |
| 18 - 118 | 29 januari 2006   | 1AJN18     | "Finances with Wolves"                 |
| 19 - 119 | 26 februari 2006  | 1AJN19     | "It's Good to Be Queen"                |
| 20 - 120 | 23 april 2006     | 2AJN01     | "Roger 'n' Me"                         |
| 21 - 121 | 30 april 2006     | 2AJN02     | "Helping Handis"                       |
| 22 - 122 | 7 maj 2006        | 2AJN03     | "With Friends Like Steve's"            |
| 23 - 123 | 14 maj 2006       | 2AJN04     | "Tears of a Clooney"                   |

### Säsong 2
| Nr       | Sändes på Fox     | Produktkod | Avsnitt                                     |
| -------- | ----------------- | ---------- | ------------------------------------------- |
| 24 - 201 | 10 september 2006 | 2AJN06     | "Camp Refoogee"                             |
| 25 - 202 | 17 september 2006 | 2AJN05     | "The American Dad After School Special"     |
| 26 - 203 | 24 september 2006 | 2AJN07     | "Failure Is Not a Factory-Installed Option" |
| 27 - 204 | 5 november 2006   | 2AJN11     | "Lincoln Lover"                             |
| 28 - 205 | 12 november 2006  | 2AJN08     | "Dungeons and Wagons"                       |
| 29 - 206 | 19 november 2006  | 2AJN09     | "Iced, Iced Babies"                         |
| 30 - 207 | 26 november 2006  | 2AJN10     | "Of Ice and Men"                            |
| 31 - 208 | 10 december 2006  | 2AJN12     | "Irregarding Steve"                         |
| 32 - 209 | 17 december 2006  | 2AJN14     | "The Best Christmas Story Never Told"       |
| 33 - 210 | 7 januari 2007    | 2AJN13     | "Bush Comes to Dinner"                      |
| 34 - 211 | 28 januari 2007   | 2AJN16     | "American Dream Factory"                    |
| 35 - 212 | 11 februari 2007  | 2AJN17     | "A.T. the Abusive Terrestrial"              |
| 36 - 213 | 18 februari 2007  | 2AJN20     | "Black Mystery Month"                       |
| 37 - 214 | 25 mars 2007      | 2AJN19     | "An Apocalypse to Remember"                 |
| 38 - 215 | 1 april 2007      | 2AJN18     | "Four Little Words"                         |
| 39 - 216 | 29 april 2007     | 2AJN23     | "When a Stan Loves a Woman"                 |
| 40 - 217 | 6 maj 2007        | 2AJN15     | "I Can't Stan You"                          |
| 41 - 218 | 13 maj 2007       | 2AJN21     | "The Magnificent Steven"                    |
| 42 - 219 | 20 maj 2007       | 2AJN24     | "Joint Custody"                             |

### Säsong 3
| Nr       | Sändes på Fox     | Produktkod | Avsnitt                                          |
| -------- | ----------------- | ---------- | ------------------------------------------------ |
| 43 - 301 | 30 september 2007 | 2AJN22     | "The Vacation Goo"                               |
| 44 - 302 | 7 oktober 2007    | 3AJN01     | "Meter Made"                                     |
| 45 - 303 | 14 oktober 2007   | 3AJN02     | "Dope & Faith"                                   |
| 46 - 304 | 4 november 2007   | 23JN03     | "Big Trouble in Little Langley"                  |
| 47 - 305 | 11 november 2007  | 3AJN04     | "Haylias"                                        |
| 48 - 306 | 18 november 2007  | 3AJN05     | "42-Year-Old Virgin"                             |
| 49 - 307 | 2 december 2007   | 3AJN07     | "Surro-Gate"                                     |
| 50 - 308 | 16 december 2007  | 3AJN12     | "The Most Adequate Christmas Ever"               |
| 51 - 309 | 6 januari 2008    | 3AJN06     | "Frannie 911"                                    |
| 52 - 310 | 13 januari 2008   | 3AJN08     | "Tearjerker"                                     |
| 53 - 311 | 27 januari 2008   | 3AJN09     | "Oedipal Panties"                                |
| 54 - 312 | 17 februari 2008  | 3AJN10     | "Widowmaker"                                     |
| 55 - 313 | 27 april 2008     | 3AJN11     | "Red October Sky"                                |
| 56 - 314 | 4 maj 2008        | 3AJN13     | "Office Spaceman"                                |
| 57 - 315 | 11 maj 2008       | 3AJN14     | "Stanny Slickers II: The Legend of Ollie's Gold" |
| 58 - 316 | 18 maj 2008       | 3AJN17     | "Spring Breakup"                                 |

### Säsong 4
| Nr       | Sändes på Fox     | Produktkod | Avsnitt                     |
| -------- | ----------------- | ---------- | --------------------------- |
| 59 - 401 | 28 september 2008 | 3AJN20     | "1600 Candles"              |
| 60 - 402 | 5 oktober 2008    | 3AJN16     | "The One That Got Away"     |
| 61 - 403 | 19 oktober 2008   | 3AJN18     | "One Little Word"           |
| 62 - 404 | 2 november 2008   | 3AJN15     | "Choosy Wives Choose Smith" |
| 63 - 405 | 9 november 2008   | 3AJN19     | "Escape from Pearl Bailey"  |
| 64 - 406 | 16 november 2008  | 3AJN21     | "Pulling Double Booty"      |
| 65 - 407 | 30 november 2006  | 3AJN22     | "Phantom of the Telethon"   |
| 66 - 408 | 25 januari 2009   | 4AJN01     | "Chimdale"                  |
| 67 - 409 | 8 februari 2009   | 4AJN02     | "Stan Time"                 |
| 68 - 410 | 15 februari 2009  | 4AJN03     | "Family Affair"             |
| 69 - 411 | 1 mars 2009       | 4AJN04     | "Live and Let Fry"          |
| 70 - 412 | 8 mars 2009       | 4AJN05     | "Roy Rogers McFreely"       |
| 71 - 413 | 15 mars 2009      | 4AJN07     | "Jack's Back"               |
| 72 - 414 | 22 mars 2009      | 4AJN06     | "Bar Mitzvah Shuffle"       |
| 73 - 415 | 29 mars 2009      | 4AJN08     | "Wife Insurance"            |
| 74 - 416 | 19 april 2009     | 4AJN09     | "Delorean Story-an"         |
| 75 - 417 | 26 april 2009     | 4AJN10     | "Every Which Way But Lose"  |
| 76 - 418 | 3 maj 2009        | 4AJN11     | "Weiner of Our Discontent"  |
| 77 - 419 | 10 maj 2009       | 4AJN12     | "Daddy Queerest"            |
| 78 - 420 | 17 maj 2009       | 4AJN13     | "Stan's Night Out"          |

### Säsong 5
| Nr       | Sändes på Fox     | Produktkod | Avsnitt                                 |
| -------- | ----------------- | ---------- | --------------------------------------- |
| 79 - 501 | 27 september 2009 | 4AJN20     | "In Country...Club"                     |
| 80 - 502 | 4 oktober 2009    | 4AJN15     | "Moon Over Isla Island"                 |
| 81 - 503 | 11 oktober 2009   | 4AJN14     | "Home Adrone"                           |
| 82 - 504 | 18 oktober 2009   | 4AJN18     | "Brains, Brains and Automobiles"        |
| 83 - 505 | 8 november 2009   | 4AJN19     | "Man in the Moonbounce"                 |
| 84 - 506 | 15 november 2009  | 4AJN16     | "Shallow Vows"                          |
| 85 - 507 | 22 november 2009  | 4AJN22     | "My Morning Straitjacket"               |
| 86 - 508 | 29 november 2009  | 4AJN21     | "G-String Circus"                       |
| 87 - 509 | 13 december 2009  | 4AJN17     | "Rapture's Delight"                     |
| 88 - 510 | 3 januari 2010    | 5AJN01     | "Don't Look a Smith Horse in the Mouth" |
| 89 - 511 | 31 januari 2010   | 5AJN02     | "A Jones for a Smith"                   |
| 90 - 512 | 14 februari 2010  | 5AJN04     | "May the Best Stan Win"                 |
| 91 - 513 | 21 februari 2010  | 5AJN03     | "The Return of the Bling"               |
| 92 - 514 | 11 april 2010     | 5AJN06     | "Cops and Roger"                        |
| 93 - 515 | 18 april 2010     | 5AJN08     | "Merlot Down Dirty Shame"               |
| 94 - 516 | 25 april 2010     | 5AJN11     | "Bully for Steve"                       |
| 95 - 517 | 9 maj 2010        | 5AJN10     | "An Incident at Owl Creek"              |
| 96 - 518 | 16 maj 2010       | 5AJN12     | "Great Space Roaster"                   |

### Säsong 6
| Nr  | Nr | Titel                                       | Regissör                  | Författare                      | Sändningsdatum   | Produktionskod |
| --- | -- | ------------------------------------------- | ------------------------- | ------------------------------- | ---------------- | -------------- |
| 97  | 1  | "100 A.D."                                  | Tim Parsons               | Keith Heisler                   | 3 oktober 2010   | 5AJN14         |
| 98  | 2  | "Son of Stan"                               | Chris Bennett             | Erik Sommers                    | 10 oktober 2010  | 5AJN17         |
| 99  | 3  | "Best Little Horror House in Langley Falls" | John Aoshima & Jansen Yee | Eric Weinberg                   | 7 november 2010  | 5AJN19         |
| 100 | 4  | "Stan’s Food Restaurant"                    | Josue Cervantes           | Brian Boyle                     | 14 november 2010 | 5AJN16         |
| 101 | 5  | "White Rice"                                | Bob Bowen                 | Rick Wiener & Kenny Schwartz    | 21 november 2010 | 5AJN15         |
| 102 | 6  | "There Will Be Bad Blood"                   | Joe Daniello              | Murray Miller & Judah Miller    | 28 november 2010 | 5AJN20         |
| 103 | 7  | "The People vs. Martin Sugar"               | Pam Cooke                 | Jonathan Fener                  | 5 december 2010  | 5AJN05         |
| 104 | 8  | "For Whom the Sleigh Bell Tolls"            | Bob Bowen                 | Erik Durbin                     | 12 december 2010 | 5AJN22         |
| 105 | 9  | "Fart-Break Hotel"                          | Rodney Clouden            | Chris McKenna & Matt McKenna    | 16 januari 2011  | 5AJN18         |
| 106 | 10 | "Stanny Boy and Frantastic"                 | Pam Cooke                 | Laura McCreary                  | 23 januari 2011  | 5AJN13         |
| 107 | 11 | "A Piñata Named Desire"                     | Bob Bowen                 | Chris McKenna & Matt McKenna    | 13 februari 2011 | 5AJN07         |
| 108 | 12 | "You Debt Your Life"                        | Chris Bennett             | Erik Sommers                    | 20 februari 2011 | 5AJN09         |
| 109 | 13 | "I Am the Walrus"                           | Tim Parsons               | Keith Heisler                   | 27 mars 2011     | 5AJN21         |
| 110 | 14 | "School Lies"                               | Rodney Clouden            | Brian Boyle                     | 3 april 2011     | 6AJN03         |
| 111 | 15 | "License to Till"                           | John Aoshima & Jansen Yee | Matt Fusfeld & Alex Cuthbertson | 10 april 2011    | 6AJN04         |
| 112 | 16 | "Jenny Fromdabloc"                          | Bob Bowen                 | Laura McCreary                  | 17 april 2011    | 6AJN08         |
| 113 | 17 | "Home Wrecker"                              | Joe Daniello              | Alan R. Cohen & Alan Freedland  | 8 maj 2011       | 6AJN05         |
| 114 | 18 | "Flirting With Disaster"                    | Pam Cooke                 | Keith Heisler                   | 15 maj 2011      | 6AJN06         |
| 115 | 19 | "Gorillas in the Mist"                      | Chris Bennett             | Erik Durbin                     | 22 maj 2011      | 6AJN10         |

### Fotnoter
1. ↑  Fox isn't sly. 'American Dad' is a wannabe. (på engelska), San Francisco Chronicle, 4 februari 2005, läs online.[källa från Wikidata]
2. ↑  Otterson, Joe; Otterson, Joe (15 januari 2020). ”‘American Dad’ Renewed for Two More Seasons at TBS” (på engelska). Variety. https://variety.com/2020/tv/news/american-dad-renewed-tbs-1203468293/. Läst 11 april 2020.
3. ↑  ”Facts About American Dad! | The Fact Site”. www.thefactsite.com. http://www.thefactsite.com/2012/04/thirty-facts-on-american-dad.html. Läst 18 december 2016.
4. ↑  ”'American Dad' Touchdown”. Animation World Network. http://www.awn.com/animationworld/american-dad-touchdown. Läst 16 juni 2016.
5. ↑  ”http://www.imdb.com/title/tt0397306/fullcredits/”. http://www.imdb.com/title/tt0397306/fullcredits/. Läst 16 juni 2016.
6. ↑  ”American Dad! - Intervju med Seth MacFarlane”. https://www.youtube.com/watch?v=RycYlI3-7DU. Läst 16 juni 2016.
7. ↑  ”WhatCulture.com”. 21 oktober 2014. http://whatculture.com/tv/20-mind-blowing-facts-you-never-knew-about-american-dad. Läst 31 december 2016.
8. ↑  ”American Dad: “Da Flippity Flop””. www.avclub.com. 13 maj 2013. http://www.avclub.com/tvclub/american-dad-da-flippity-flop-97154. Läst 16 juni 2016.
9. ↑  ”American Dad: “Lost In Space””. 6 maj 2013. http://www.avclub.com/tvclub/american-dad-lost-in-space-97120. Läst 2 januari 2017.
10. ↑  ”American Dad - The People VS Marting Sugar avsnittet”. Arkiverad från originalet den 20 december 2016. https://web.archive.org/web/20161220174801/http://watchcartoonsonline.eu/watch/american-dad-s6-ep7-the-people-vs-martin-sugar/. Läst 18 december 2016.
11. ↑  ”“The Fight Before Christmas”/”Murray Christmas”/”Beer Walk!”/”The People Vs. Martin Sugar””. 6 december 2010. http://www.avclub.com/tvclub/the-fight-before-christmasmurray-christmasbeer-wal-48590. Läst 18 december 2016.
12. ↑  ”American Dad: “Why Can’t We Be Friends?””. www.avclub.com. 3 december 2012. http://www.avclub.com/tvclub/american-dad-why-cant-we-be-friends-89173. Läst 16 juni 2016.
13. ↑  ”American Dad: “The Missing Kink””. 15 april 2013. http://www.avclub.com/tvclub/american-dad-the-missing-kink-95977. Läst 2 januari 2017.
14. ↑  ”Escape From Pearl Bailey-avsnittet”. Arkiverad från originalet den 3 januari 2017. https://web.archive.org/web/20170103003945/http://watchcartoonsonline.eu/watch/american-dad-s4-ep5-escape-from-pearl-bailey/. Läst 2 januari 2017.